# 特罗斯佳涅茨战役
特罗斯佳涅茨战役是2022年俄羅斯入侵烏克蘭东北部攻勢中的其中一场战役。早在2月下旬的时候，位于蘇梅州的特羅斯佳涅茨就遭到俄军袭击。该市被俄军占领一个多月后，最终在3月下旬被乌军夺回。

## 战斗过程

### 俄军攻势
特罗斯佳涅茨在俄罗斯入侵的第一天，也即是2月24日，就遭到俄军攻击。烏克蘭國土防禦部隊预先在进城的主要道路上放倒那些被砍伐的木材，旨在放缓俄军的行军速度。 经过激烈的战斗后，该市在2022年3月1日的时候被俄罗斯占领。至于俄罗斯的军事总部，则设立在该市的火车站。在3月中旬左右的时候，部分俄军被亲俄的乌东武装分子所替代。
有大约800名的俄罗斯士兵驻守在该市。而在被占领的这段时间里，该市的警察则秘密地游走在市区之间，并为当地的平民和游击部队提供帮助。与此同时，乌军炸毁了该城市南部的一座桥梁，意图阻止俄罗斯继续向乌克兰更深处推进。 至于特罗斯佳涅茨的市长，即尤里·博瓦（Yuriy Bova），则躲在附近的村庄。他没有继续留在特罗斯佳涅茨的做法倍受众人批评，但他依旧在协助乌军作战，当中包括炮轰俄军阵地的军事行动。在俄军占领该市不久后，也即是3月初的时候，便频频传来其处决平民的报道。

### 乌军反攻
乌军的反攻起始于3月23日，而在3月26日的时候成功收复该市。在战斗的过程中，该市的医院遭到轰炸，而这一切的矛头都指向了俄军。在城郊经历大规模的战斗和炮击后，俄军决定撤退，并在乌克兰军队收复该地区的前一晚撤出大部分部队。在《法新社》的一项报道中提及到，他们看到了“十多辆”被摧毁或损坏的坦克和装甲车。而在《纽约时报》中则报道说，当乌军夺回该地区后，便发现该市的粮食和食物已经变得很短缺。

## 后续发展
战斗结束后，苏梅州的州长德米特羅·日維茨基表示，该市的一些地方仍然布满地雷，并正在安排人道主义援助。该市市长也表明，战斗结束后，至少有50名平民被杀。